# عبد المنان (اسم)
عبد المنان هو اسم عربي يطلق على الذكور، وهو مستخدم في العهد الحديث كإسم وكلقب. وهو مكون من جزأين «عبد» و «المنان». المنان وهي اسم من اسماء الله الحسنى المذكورة في القرآن الكريم.